# 9e cérémonie des Lumières
La 9e cérémonie des Lumières de la presse internationale s'est déroulée le 17 février 2004 au Cinéma des cinéastes. Elle a été présidée par Patrice Chéreau.

## Palmarès

### Meilleur film
- Les Triplettes de Belleville de Sylvain Chomet

### Meilleur réalisateur
- Alain Resnais pour Pas sur la bouche

### Meilleure actrice
- Sylvie Testud pour le rôle d'Amélie dans Stupeur et tremblements

### Meilleur acteur
- Bruno Todeschini pour le rôle de Thomas dans Son frère

### Meilleur espoir féminin
- Sasha Andres pour le rôle de Christine dans Elle est des nôtres

### Meilleur espoir masculin
- Grégori Dérangère pour le rôle de Frédéric Auger dans Bon voyage

### Meilleur scénario
- Depuis qu'Otar est parti... – Julie Bertuccelli et Bernard Rennucci

### Meilleur film francophone
- Les Invasions barbares de Denys Arcand